# Xu Kai-cheng
Xu Kaicheng (en chino, 徐开聘; pinyin, Xú Kāi Chěng) es un actor y modelo chino.

## Biografía
Se entrenó en la Academia de Teatro de Shanghái. Aprendió ballet desde los 11 años.
Salió con la actriz Zhang Tian'ai.

## Carrera
Es miembro de la agencia "Mid Entertainment".
El 20 de noviembre del 2017 se unió al elenco principal de la serie I Cannot Hug You donde dio vida a Cui Jun He, papel que también interpretó en la secuela I Cannot Hug You: Touch Me hasta el final de la serie el 2 de marzo del 2018.
El 17 de enero del 2019 se unió al elenco principal de la serie How, Boss Wants to Marry Me (también conocida como "Well Intended Love") donde interpretó a Ling Yizhou, el director ejecutivo de una empresa que se casa con Xia Lin (Wang Shuang), una actriz de tercera categoría con leucemia para que reciba dinero para su tratamiento, sin embargo en el proceso ambos comienzan a enamorarse, hasta el final de la serie el 14 de febrero del mismo año.
El 30 de agosto del mismo año se unió al elenco principal de la serie Boys to Men donde dio vida a Ouyang, un genio en esgrima, hasta el 24 de septiembre del mismo año.
El 13 de febrero del 2020 interpretó nuevamente a Ling Yizhoi durante la segunda temporada de la serie How, Boss Wants to Marry Me 2 (también conocida como "Well Intended Love 2"), hasta el final de la serie el 12 de marzo del mismo año.
El 10 de agosto del mismo año se unió al elenco principal de la serie Dance of the Phoenix (神医凰后) donde interpretó a Jun Linyuan, hasta el final de la serie el 24 de agosro del mismo año.

## Filmografía[12]

### Series de televisión
| Año  | Título                                           | Personaje           | Notas         |
| ---- | ------------------------------------------------ | ------------------- | ------------- |
| TBA  | Floating Life Knows the Stars                    | -                   | [ 13 ]        |
| TBA  | Ordinary Greatness                               | Yang Shu            |               |
| TBA  | Novoland: Pearl Eclipse                          | Di Xu / Chu Zhongxu | [ 14 ] [ 15 ] |
| TBA  | Broker                                           | Qin Bin             |               |
| 2021 | A Female Student Arrives at the Imperial College | Yan Yunzhi          | 30 episodios  |
| 2021 | Young and Beautiful                              | Xing Tianming       | [ 18 ]        |
| 2020 | Dance of the Phoenix                             | Jun Lizhou          | 30 episodios  |
| 2020 | How, Boss Wants to Marry Me 2                    | Ling Yizhou         | 16 episodios  |
| 2019 | The Next Top Star                                | Bai Lilan           | [ 19 ]        |
| 2019 | Boys to Men                                      | Ouyang              | 38 episodios  |
| 2019 | How, Boss Wants to Marry Me                      | Ling Yi Zhou        | 20 episodios  |
| 2018 | I'm a Pet At Dali Temple                         | Qing Mo Yan         | 22 episodios  |
| 2018 | The Love Knot: His Excellency’s First Love       | Tao Jia Lin         |               |
| 2018 | I Cannot Hug You: Touch Me                       | Jiang Zhi Hao       | 16 episodios  |
| 2017 | I Cannot Hug You                                 | Jiang Zhi Hao       | 16 episodios  |
| 2017 | Midnight Foodstore                               | Cai Zhi Yong        | 2 episodios   |
| 2016 | The Lover's Lies                                 | Tong Xiao Qiu       |               |
| 2015 | Moon River                                       | Dong Hao Nan        | 27 episodios  |
| 2015 | Mr. Bodyguard                                    | Si Tu Jiong         | 13 episodios  |
| 2015 | The Backlight of Love                            | -                   |               |
| 2014 | Only If I Love You                               | Liu Kai             |               |
| 2013 | The Queen of SOP II                              | Duan Kai            |               |

### Películas
| Año  | Título           | Personaje | Notas                                                                                 |
| ---- | ---------------- | --------- | ------------------------------------------------------------------------------------- |
| 2020 | Onmyoji          | -         | junto a Mark Chao, Deng Lun, Wang Ziwen, Wang Duo, Chun Xia, Huang Jue y Zhang Ruonan |
| 2016 | Agents of Shadow | -         |                                                                                       |

### Programas de variedades
| Año  | Título                           | Notas    |
| ---- | -------------------------------- | -------- |
| 2020 | Happy Camp                       | invitado |
| 2015 | Queen (我是大美人)               |          |
| 2015 | Laugh Out Loud (我们都爱笑)      |          |
| 2014 | 这就是生活                       |          |
| 2014 | Very Quiet Distance (非常静距离) |          |
| 2014 | 超级先生                         |          |
| 2010 | 家有好男儿                       |          |

### Endorsos / Anuncios
| Año  | Título  | Notas |
| ---- | ------- | ----- |
| 2020 | Kiehl’s |       |

### Revistas / sesiones fotográficas
| Año  | Título              | Notas             |
| ---- | ------------------- | ----------------- |
| 2020 | O!What              |                   |
| 2020 | FSI                 |                   |
| 2020 | Juzi Fashion        |                   |
| 2020 | Madame Figaro China |                   |
| 2020 | K-Media             |                   |
| 2019 | Mr. Uno             | (publicación #19) |

### Teatro
| Año  | Título       | Personaje | Notas     |
| ---- | ------------ | --------- | --------- |
| 2014 | L'Arlesienne | -         | (musical) |

### Eventos
| Año  | Título                    | Notas       |
| ---- | ------------------------- | ----------- |
| 2019 | Tiffany & Co. Event       | en Shanghái |
| 2019 | 2019 Ifeng Fashion Choice |             |